# Theo Evan
Evangelos Theodorou (Grieks: Ευάγγελος Θεοδώρου; Nicosia, 26 november 1997 ), beter bekend als Theo Evan, is een Cypriotisch zanger.

## Biografie
Theodorou werd geboren in Nicosia en groeide aldaar op. Na zijn middelbare studies trok hij naar de Verenigde Staten om muziek en podiumkunsten te studeren aan het Berklee College of Music. In 2021 bracht hij een eerste single uit.
In september 2024 werd hij door de Cypriotische openbare omroep intern geselecteerd om zijn vaderland te vertegenwoordigen op het Eurovisiesongfestival 2025 in het Zwitserse Bazel.
1981: Island · 
1982: Anna Vissi · 
1983: Stavros & Konstandina · 
1984: Andy Paul · 
1985: Lia Vissi · 
1986: Elpida · 
1987: Alexia · 
1989: Fani Polymeri & Yiannis Savvidakis · 
1990: Haris Anastasiou · 
1991: Elena Patroklou · 
1992: Evridiki · 
1993: Zimboulakis & Van Beke · 
1994: Evridiki · 
1995: Alexandros Panayi · 
1996: Constantinos Christoforou · 
1997: Hara & Andreas Konstantinou · 
1998: Michalis Chatzigiannis · 
1999: Marlain · 
2000: Voice · 
2002: One · 
2003: Stelios Konstantas · 
2004: Lisa Andreas · 
2005: Constantinos Christoforou · 
2006: Annet Artani · 
2007: Evridiki · 
2008: Evdokia Kadi · 
2009: Christina Metaxa · 
2010: Jon Lilygreen & The Islanders · 
2011: Christos Mylordos · 
2012: Ivi Adamou · 
2013: Despina Olympiou · 
2015: Giannis Karagiannis · 
2016: Minus One · 
2017: Hovig · 
2018: Eleni Foureira · 
2019: Tamta · 
2021: Elena Tsagrinou · 
2022: Andromache · 
2023: Andrew Lambrou · 
2024: Silia Kapsis · 
2025: Theo Evan